# Fusil R4
El Vektor R4 es un fusil sudafricano de asalto calibre 5,56 mm, que entró en servicio con las Fuerzas de Defensa de Sudáfrica (SADF por sus siglas en inglés) en 1982, reemplazando al fusil L1A1 británico calibre 7,62 mm (la versión inglesa del FN FAL belga), que era fabricado en Sudáfrica bajo licencia de Fabrique Nationale como R1. El R4 es producido por la empresa Denel Land Systems (DLS), anteriormente llamada Lyttleton Engineering Works (LIW, Lyttleton Ingenieurswerke en afrikáans).    
El arma es una variante licenciada del Galil ARM con varias modificaciones: la culata y el cargador están hechos de polímero, mientras que la culata fue alargada para que el fusil pueda emplearse por el soldado sudafricano promedio.

## Detalles de diseño

### Mecanismo de operación
El R4 es un arma de fuego selectivo accionada por los gases del disparo y que dispara a cerrojo cerrado. Al igual que el IMI Galil, su mecanismo es un derivado del AK-47. Utiliza los gases de la pólvora dirigidos a través de una portilla en el cañón, para empujar un pistón de recorrido largo situado en un cilindro encima del cañón y accionar el mecanismo. Su sistema de gas es autoajustable y tiene un cerrojo rotativo (equipado con dos tetones de acerrojado), que es girado mediante entalles helicoidales fresados en el portacerrojo, en los cuales se encaja un resalte del cerrojo. La extracción es llevada a cabo por el extractor de resorte del cerrojo y una protuberancia en el riel izquierdo del cajón de mecanismos, que actúa como un eyector fijo.   

### Características
El R4 se dispara mediante un martillo y tiene un gatillo con un selector de fuego de 3 posiciones. La palanca de chapa de acero estampada del selector se encuentra a ambos lados del cajón de mecanismos y sus posiciones están marcadas con letras: "S" - el fusil tiene el seguro puesto, "R" - modo semiautomático ("R" es la abreviación de "repetición") y "A" - modo automático. El seguro desactiva el gatillo y evita que el fusil sea cargado.  
El R4 es alimentado mediante un cargador de plástico con una capacidad de 35 cartuchos (diseñado para emplear el cartucho 5,56 x 45 OTAN con la bala M193), cargadas en zig-zag. Su apagallamas es ranurado y también funciona como adaptador para lanzar granadas de fusil. Debajo del cañón, remachado a un soporte en el bloque de gases, hay un ligero bípode plegable (que se pliega en el guardamanos) que además puede emplearse como cizalla para cortar alambre de púas.
El R4 tiene una culata tubular plegable, que se pliega del lado derecho del cajón de mecanismos. Su guardamanos, pistolete, cargador, culata y cantonera están hechos de polímero, haciéndolo más ligero que el Galil original, que empleaba metal y madera en aquellas piezas.
Para su limpieza y mantenimiento de campo regular, el fusil se desarma en las siguientes piezas: cajón de mecanismos, cañón, portacerrojo, cerrojo, mecanismo recuperador, tubo de gas, cubierta del cajón de mecanismos y cargador.

### Mecanismos de puntería
El fusil tiene mecanismos de puntería convencionales, que consisten en un punto de mira y un alza pivotante con aperturas de 300 y 500 metros. El punto de mira está instalado dentro de una cubierta circular y puede ajustarse en horizontal y en vertical. El alza está soldada al final de la cubierta del cajón de mecanismos. Para empleo nocturno, el R4 está equipado con puntos fosforescentes de tritio (visibles al situar el alza en una posición intermedia) instalados en una barra pivotante de la base del punto de mira, que se pliega delante de este y se alinean con los dos puntos del alza.

### Accesorios
El R4 es suministrado con cargadores de repuesto, un kit de limpieza y una correa portafusil.

## Variantes

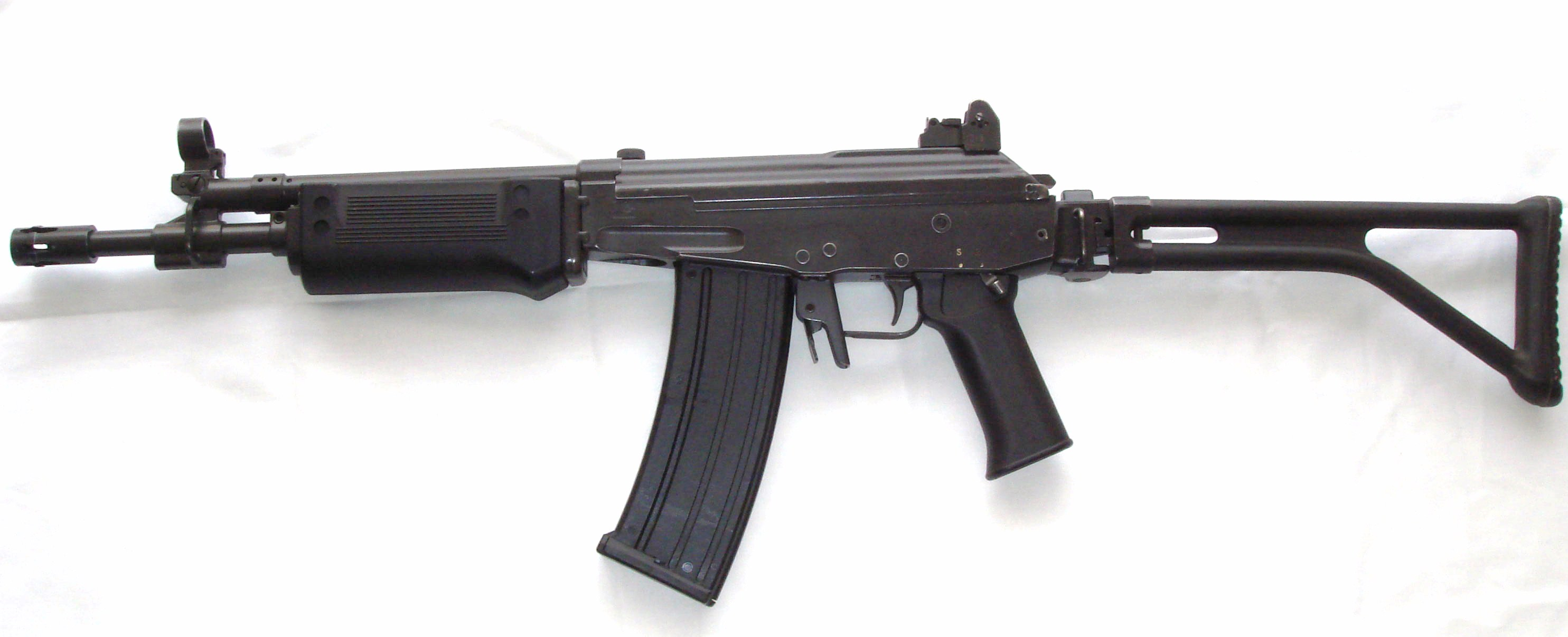
Un LM5, versión semiautomática del fusil de asalto R5.

La Armada sudafricana y la Fuerza Aérea Sudafricana adoptaron una versión carabina del Galil SAR calibre 5,56 mm, que fue fabricada bajo licencia como R5. Al compararse el R5 con el R4, este tiene un cañón que es 130 mm más corto, además de un sistema de gas y un guardamanos más corto. No tiene bípode y el apagallamas no puede emplearse para lanzar granadas de fusil.
En la década de 1990 se desarrolló una variante aún más compacta del R5 para los tripulantes de vehículos blindados, denominada R6, que tenía un cañón más corto, así como un cilindro de gases y pistón acortados.
LIW/DLS además introdujo una línea de variantes semiautomáticas del R4, R5 y R6 llamadas LM4, LM5 y LM6 respectivamente, fabricadas para el mercado civil y policial. Los modelos de fabricación reciente incluyen un riel Weaver sobre la cubierta del cajón de mecanismos, para montar miras ópticas.  

## Uso en guerra
El R4 fue usado durante los años finales de la Guerra de la frontera de Sudáfrica (1965-1985) contra la guerrilla South West African People Organization (SWAPO), que luchaba contra el gobierno sudafricano por la independencia de Namibia, y las tropas de Angola y Cuba aliadas a la SWAPO. Además ha estado presente en los golpes de Estado ocurridos en Haití a finales del siglo XX y principios del siglo XXI. También lo usa la Brigada Especial de Serbia.

## Usuarios
- Estonia: Fusil estándar del Ejército de Estonia.
- Haití: Usado por la Policía Nacional Haitiana.
- Serbia: Usado por la Brigada Especial.[6]
- Sudáfrica: Fusil estándar de las Fuerzas Armadas sudafricanas. La carabina compacta R5 es popular entre la Policía y unidades especiales.[7]